# Il comandante
Pour les articles homonymes, voir Comandante.
Pour plus de détails, voir Fiche technique et Distribution.
Il comandante est une comédie dramatique italienne réalisée par Paolo Heusch et sortie en 1963. 

## Synopsis
Le colonel Antonio Cavalli, promu général, est mis à la retraite après de nombreuses années passées à combattre dans l'armée et à commander les troupes de l'armée italienne pendant la Grande Guerre et la Seconde Guerre mondiale. Mais, habitué à maîtriser tout et tout le monde, il ne peut s'habituer à une vie de famille tranquille. Il décide de travailler dans un bureau. Quand Antonio découvre que sa femme (Andreina Pagnani) paie secrètement son salaire, il déprime encore plus. Finalement, deux escrocs l'impliquent dans une arnaque immobilière : utilisant sa réputation, ils lui font signer plusieurs papiers frauduleux, ce qui manque de l'envoyer en prison et compromet son honneur de général de l'armée italienne. Devant aller en prison, le général tente de se suicider, mais une nouvelle fois sa femme le sort du pétrin.

## Fiche technique
- Titre original : Il comandante
- Réalisation : Paolo Heusch
- Scénario : Rodolfo Sonego
- Photographie : Alvaro Mancori
- Montage : Licia Quaglia
- Musique : Piero Umiliani
- Costumes : Danilo Donati
- Pays d'origine : Italie
- Langue originale : italien
- Format : noir et blanc
- Genre : comédie dramatique
- Durée : 109 minutes
- Dates de sortie :
  - Italie : 1963

## Distribution
- Totò : Col. Antonio Cavalli
- Andreina Pagnani : Francesca Cavalli
- Britt Ekland : Iris (comme Britt Marie Eklund)
- Isa Crescenzi : La coinquilina
- Linda Sini : La contessa
- Carlotta Barilli : Luisa
- Alberto De Amicis : Il socio de Sandrelli
- Luciano Marin : Franco, figlio di Antonio
- Mario Castellani : Castelletti
- Franco Fabrizi : Sandrelli
- Piero Morgia : Autista del colonello
- Peter Martell : Giovane ufficiale
- Anna Lina Alberti : Giocatrice in casa Cavalli (comme Lina Alberti)
- Elvira Cortese : Coinquilina
- Marcella Valeri : Cassiera bar tabacchi
- Alessio Ruggeri :
- Gian Luigi Scarpa : (comme Gianluigi Scarpa)
- Ermelinda De Felice :
- Maria Virginia Onorato :